# سان ريمي دو بروفنس
سانت ريمي دي بروفنس هي بلدية تابعة لإقليم بوش دي رون في جنوب فرنسا.
تبعد هذه المدينة عن عاصمة الإقليم أفينيون حوالي 20 كم جنوباً.

ليلة النجوم لفينسنت فان غوخ رسمها في مدينة سانت ريمي دي بروفنس

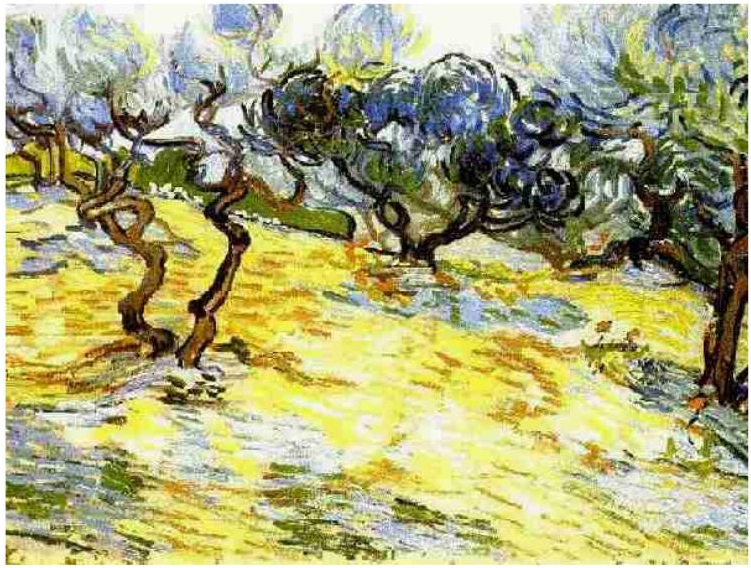
بستان في سانت ريمي، لوحة لفينسنت فان غوخ

## توأمة
لسان ريمي دو بروفنس اتفاقيات توأمة مع:
- بفاركيرشن

## أعلام
- بيير بيرج
- أليس ميلر
- ماريوس جيرارد
- نوستراداموس